# Chartreuse de Montrieux

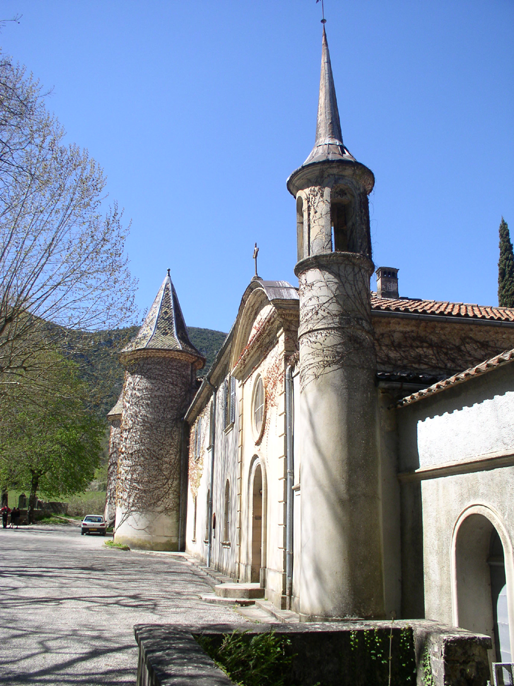
Kartause

Die Chartreuse de Montrieux (Cartusia Montis Rivi; Kartause von Montrieux) ist ein Kloster des kontemplativen Kartäuserordens in der Gemeinde Méounes-lès-Montrieux im Département Var in Frankreich. Die Anlage ist teilweise als Monument historique klassifiziert, teilweise als solches eingetragen.

## Geschichte
Die Kartause wurde 1137 als achtes Haus des Kartäuserordens gegründet. Nach der großen Pestepidemie des Jahres 1348 wurde das Kloster von Gherardo Petracco, dem Bruder des Dichters Francesco Petrarca, der sich 1342 hier niedergelassen hatte, wieder besiedelt. Die Anlage wurde mehrmals zerstört; der heutige Baubestand datiert aus dem 17. und 18. Jahrhundert.
In der Französischen Revolution wurde die Kartause verlassen, im Jahr 1843 aber wieder von den Kartäusern besiedelt. 1905 verließen sie aufgrund der laizistischen Gesetzgebung das Kloster wieder, bezogen es aber ca. 1930 erneut und sind heute noch am Ort.